# 瘤鰕虎亞科
瘤鰕虎亞科（學名：Benthophilinae）是鰕虎科之下的一個亞科，原生於東歐大草原一帶的內陸海（包括：马尔马拉海、黑海、亞速海、裡海及鹹海）。本亞科包括有約五十個物種。
The representatives of the subfamily have fused pelvic fins and 
拉長了的背鳍和臀鳍与尾鳍相连，前后背鳍有鳍膜相连
本亞科與有密切關連的鰕虎亞科的分別在於：本亞科物種的魚鰾在成長後會消失；另外牠們也沒有location of the uppermost rays of the pectoral fins within the fin membrane.。但截至2017年2月，Catalog of Fishes仍然只承認鰕虎科傳統的五個亞科，依然把本亞科的物種歸入鰕虎亞科。

## 系統分類
- 瘤鰕虎族 Benthophilini
  - Anatirostrum
  - Benthophiloides
  - 瘤鰕虎屬 Benthophilus（模式屬）
  - Caspiosoma
- 新鰕虎族 Neogobiini
  - 新鰕虎屬 Neogobius（模式屬）
- Ponticolini族
  - Babka
  - Mesogobius
  - Ponticola (type genus)
  - Proterorhinus[5]